# Brachybelistis
Brachybelistis é um gênero de traça pertencente à família Agonoxenidae.